# Solihull Borough FC
Solihull Borough FC was een Engelse voetbalclub uit Solihull, West Midlands.
De club werd in 1953 opgericht als Lincoln FC en nam pas eind jaren 60 de naam Solihull Borough aan. In 1969 sloot Borough zich aan bij de Midland Football Combination Division Two. Twee jaar later promoveerde de club naar de Division One, die later werd omgedoopt in Premier Division. In 1984/85 en 1990/91 was de club vicekampioen en na die laatste keer promoveerde Borough naar de Southern League.
Door financiële problemen moest de club in 1989 hun stadion Widney Lane verkopen en een veld delen met plaatselijke rivaal Moor Green. In 1993 werd de 1ste ronde van de FA Cup gehaald en verloor daar van VS Rugby. Ook in 1997/98 werd de eerste ronde bereikt en toen was Darlington FC te sterk.
In 1995 won Borough de Birmingham Senior Cup en degradeerde dat seizoen naar de Southern League Midland Division. In 1998 verhuisde de club naar het terrein van Redditch United alvorens hun eigen stadion te vinden toen de Damson Parkway gekocht werd, een oud golfterrein. De club keerde nog voor één seizoen terug naar de Premier Division maar viel dan terug naar de Midlands Division.
Na een brandstichting in het stadion van Moor Green kwam deze club naar het stadion van Borough. Begin 2007 dienden de clubs een aanvraag in om te fuseren, deze werd goedgekeurd op 30 maart. Op 1 juni wordt Solihull Moors FC opgericht dat de plaats van Moor Green in de Conference North zal innemen.